# Stephen Fumio Hamao
Stephen Fumio Hamao (jap. 濱尾 文郎 Hamao Fumio; ur. 9 marca 1930 w Tokio − zm. 8 listopada 2007 tamże) – japoński duchowny katolicki, biskup Jokohamy i przewodniczący Konferencji Episkopatu Japonii, wysoki urzędnik Kurii Rzymskiej, kardynał.

## Życiorys
Studiował w seminarium i na uniwersytecie w Tokio, później w Rzymie na Papieskim Uniwersytecie Urbaniana. 21 grudnia 1957 święceń kapłańskich udzielił mu arcybiskup Pietro Sigismondi. Po powrocie do Japonii pracował w archidiecezji tokijskiej. Był m.in. sekretarzem arcybiskupa Petera Tatsuo Doi, wicekanclerzem archidiecezji, notariuszem i zastępcą oficjała (przewodniczącego) trybunału arcybiskupiego, członkiem rady prezbiterów i komisji ds. przygotowania synodu archidiecezjalnego.
5 lutego 1970 został mianowany biskupem pomocniczym Tokio, ze stolicą tytularną Oreto. Sakry biskupiej udzielił mu 29 kwietnia 1970 w Tokio arcybiskup Bruno Wüstenberg, pełniący wówczas obowiązki pronuncjusza w Japonii. W październiku 1979 Hamao został przeniesiony na stolicę biskupią Jokohama. Stojąc na czele tej diecezji był także przewodniczącym Konferencji Episkopatu Japonii w latach 80. XX w. Brał udział w sesjach Światowego Synodu Biskupów w Watykanie, w tym w specjalnej sesji poświęconej Kościołowi Azji w 1998.
15 czerwca 1998 zrezygnował z rządów diecezją i został przeniesiony do pracy w Kurii Rzymskiej. Promowany do godności arcybiskupa tytularnego, objął funkcję prezydenta Papieskiej Rady ds. Duszpasterstwa Migrantów i Podróżujących. W październiku 2003 został wyniesiony do godności kardynalskiej, otrzymał diakonię S. Giovanni Bosco in via Tuscolana. W chwili śmierci papieża Jana Pawła II (2005) pełnienie przez kardynała Hamao funkcji szefa Papieskiej Rady uległo zawieszeniu. Ponownie objął obowiązki po wyborze Benedykta XVI; złożył rezygnację w marcu 2006 po osiągnięciu wieku emerytalnego.
Zmarł wieczorem 8 listopada 2007 roku w Tokio w wieku 77 lat.